# Хипохидротична ектодермална дисплазија
Хипохидротична ектодермална дисплазија (акроним ХЕД)  једна је од ретких болести са око 150 типова ектодермалне дисплазије код људи.
Карактерише  се још и пре рођења, поремећајима који доводе до абнормалног развоја структура које укључујући кожу, косу, нокте, зубе и знојне жлезде.
Код особа са  ХЕД у клиничкој слици доминира хипотрихоза (ретко власиште и длаке на телу), хипохидроза (смањена способност знојења) и хиподонција (урођено одсуство зуба).

## Историја
Хипохидротична ектодермална дисплазија прво је названа  Christ-Siemens-Touraine syndrome по: Јозефу Кристу (1871–1948), немачком стоматологу и лекару из Висбадена, који је био први лекар који је идентификовао ово стање, Херману Вернеру Сименсу (1891–1969), пиониру немачке дерматологије из Шарлотенбурга, који је јасно идентификовао њене патолошке карактеристике почетком 1930-их, и Алберту Турену (1883–1961), француском дерматологу који је такође приметио и идентификовао додатне карактеристике болести касних 1930-их.

## Етиологија
Хипохидротична ектодермална дисплазија (ХЕД) је ретко генетско стање. Она је аутозомно-рецесивног  карактера и повезан је са Х хромозомом, обухватајући хетерогену групу поремећаја који укључују ткива изведена из ектодерме. Мушкарци су погођени болешћу, а жене играју улогу носилаца. Ова болест представља типичну тријаду:
- хипохидроза,
- олигодонција  (са честим конусним зубима) и/или микродонтција (са примарном и трајном дентицијом)
- хипотрихоза.

## Генетика
Мутације у генима ЕДА, ЕДАР и ЕДАРАДД узрокују хипохидротичну ектодермалну дисплазију. Гени ЕДА, ЕДАР и ЕДАРАДД дају упутства за прављење протеина који раде заједно током ембрионалног развоја. Ови протеини чине део сигналног пута који је критичан за интеракцију између два ћелијска слоја, ектодерма и мезодерма. У раном ембриону, ови слојеви ћелија чине основу за многе органе и ткива у телу. Интеракције ектодерма и мезодерме су неопходне за формирање неколико структура које произилазе из ектодерме, укључујући кожу, косу, нокте, зубе и знојне жлезде.
Хипохидротична ектодермална дисплазија има неколико различитих образаца наслеђивања.

### ЕДА (Х-повезано)
Већина случајева је узрокована мутацијама у гену ЕДА, које се наслеђују по Х-везаном рецесивном обрасцу, названом к-везана хипохидротична ектодермална дисплазија (ХЛХЕД). Стање се сматра Х-везаним ако се мутирани ген који узрокује поремећај налази на Х хромозому, једном од два полна хромозома. Код мушкараца (који имају само један Х хромозом), једна измењена копија гена у свакој ћелији је довољна да изазове стање. Код жена (које имају два Х хромозома), мутација мора бити присутна у обе копије гена да би изазвала поремећај. Мушкарци су много чешће погођени Х-везаним рецесивним поремећајима него жене. Упадљива карактеристика наслеђа везаног за Х хромозом је да очеви не могу да пренесу особине повезане са Х хромозом на своје синове.
У Х-везаном рецесивном наслеђу, женка са једном измењеном копијом гена у свакој ћелији назива се носилац. Пошто жене оперишу само на једном од своја два Х хромозома (инактивација Х хромозома), женски носилац може, али и не мора да манифестује симптоме болести. Ако жена носилац оперише свој нормалан Х хромозом, она неће показивати симптоме. Ако женка оперише свог носиоца Х хромозома, показаће симптоме.
У око 70%  случајева, носиоци хипохидротичне ектодермалне дисплазије доживљавају неке карактеристике стања. Ови знаци и симптоми су обично благи и укључују неколико недостајућих или абнормалних зуба, ретку косу и неке проблеме са функцијом знојних жлезда. Неки носиоци, међутим, имају теже карактеристике овог поремећаја.

## Клиничка слика
Примарне карактеристике класичног ХЕД постају очигледне током детињства.  Клиничком сликом доминирају следећи знаци и симптоми:
- коса на глави је танка, благо пигментисан и споро расте.
- знојење, иако присутно, је у великој мери је мањкаво, што доводи до епизода хипертермије све док оболели појединац или породица не стекну искуство са прилагођавања  околине за контролу температуре.[10]

- само неколико абнормално формираних зуба избија, и то у старости.
- љуштење коже,
- епизоде грознице,
- астма и отежано дисање,
- губитак слуха,
- боре око уста и орбита,
- периорбитална хиперпигментација,
- истакнуте усне, уске и хипопластичне максиле ,
- нетолеранција на топлоту,
- страбизам, конјуктивитис, преурањене катаракте,
- полидактилија и синдактилија у неким слућајевима.[11][12][13][14]

Физички раст и психомоторни развој су иначе у границама нормале.
Благи ХЕД карактеришу благе манифестације било које од наведених или свих карактеристичних особина болести.

## Дијагноза
Класична хипохидротична ектодермална дисплазија се може дијагностиковати након детињства на основу физичких карактеристика код већине погођених особа. Идентификација хемизиготне ЕДА патогене варијанте код оболелог мушкарца или биалелне ЕДАР , ЕДАРАДД или ВНТ10А патогене варијанте код оболелог мушкарца или жене потврђује дијагнозу.
Дијагноза благог облика хипохидротичне ектодермалне дисплазије се поставља код жена идентификацијом хетерозиготне ЕДА , ЕДАР , ЕДАРАДД или ВНТ10А патогене варијанте. Такође код жена пробанд  са мозаичним обрасцем функције и дистрибуције знојних пора, хиподонтијом и породичном историјом   указује на ХЕД повезану са Х-геном. Идентификација хетерозиготне ЕДА патогене варијанте молекуларно генетским тестирањем потврђује ову дијагнозу.  
Дијагноза благог облика хипохидротичне ектодермалне дисплазије се поставља код мушкарца идентификацијом хетерозиготне ЕДАР , ЕДАРАДД или ВНТ10А патогене варијанте.
Ако молекуларно генетско тестирање ЕДА , ЕДАР , ЕДАРАДД  и ВНТ10А не идентификује патогену варијанту , треба размотрити друге облике ектодермалне дисплазије.

### Налаза на основу којих треба посумњати на ХЕД
Хипотрихоза (реткост власишта и длака на телу). 
Коса на скалпу има танке длаке и благо је пигментисана.  Осовине косе могу бити ломљиве и уврнуте  или имају друге аномалије на микроскопској анализи; међутим, ови налази нису довољно осетљиви да би били од дијагностичке користи. Секундарне полне длаке (брада; аксиларне и стидне длаке) могу бити нормалне.
Хипохидроза (смањена способност знојења). 
Смањена способност знојења као одговор на топлоту доводи до хипертермије:
- Функција знојних жлезда може се проценити довођењем коже у контакт са раствором јода и подизањем температуре околине да би се изазвало знојење. Раствор јода добија боју када је изложен зноју и може се користити за одређивање количине и локације знојења.
- Број и дистрибуција пора зноја може се одредити премазивањем делова тела (обично хипотенарне еминенције дланова) материјалима за отиске које обично користе стоматолози.
- Док су биопсије коже коришћене за одређивање дистрибуције и морфологије знојних жлезда, неинвазивне технике су подједнако ефикасне. Конфокални микроскоп уживо је у стању да визуализује знојне канале на длановима.[16]

Хиподонција ( урођено одсуство зуба)
У просеку девет сталних зуба – обично очњаци и први кутњаци – развијају се код особа са класичном хипохидротичном ектодермалном дисплазијом.
- Зуби су често мањи од просека и имају измењену морфологију; предњи зуби често имају коничне круне.
- Зубни рендгенски снимци су од помоћи за одређивање обима хиподонције и корисни су у дијагнози благо погођених особа. Тауродонтизам (издужење пулпне коморе) је чешћи код моларних зуба особа са хипохидротичном ектодермалном дисплазијом него код особа које нису погођене овом болешћу.

| Ген       | МОИ    | Пропорција ХЕД-а приписана патогеним варијантама у гену | Пропорција патогених варијанти која се може открити методом | Пропорција патогених варијанти која се може открити методом |
| Ген       | МОИ    | Пропорција ХЕД-а приписана патогеним варијантама у гену | Анализа секвенце                                            | Анализа делеције/дупликације циљане на гене                 |
| --------- | ------ | ------------------------------------------------------- | ----------------------------------------------------------- | ----------------------------------------------------------- |
| ЕДА       | КСЛ    | ~65%-75%                                                | ~85%-90%                                                    | ~10%-15%                                                    |
| ЕДАР      | АД, АР | ~10%-15%                                                | >99%                                                        | Детекција најмање егзона 4 је откривена код једне особе.    |
| ЕДАРАДД   | АД, АР | 1%-2%                                                   | 8/8                                                         | Нико није пријавио                                          |
| ВНТ10А    | АР     | 5%-6%                                                   | ~100%                                                       | Ниједан пријављени                                          |
| Непознато |        | ~10%                                                    | НА                                                          | НА                                                          |

## Терапија
Лечење манифестација
Перике или специјалне формуле за негу косе за ретку, суву косу могу бити корисне.
Адекватан унос течности и боравак у хладном окружењу током врућег времена.
Рано лечење зуба и вилице, које обухвата;
- уградња зуба конусног облика;
- ортодонција по потреби;[27]
- зубни имплантати у предњем делу мандибуларног лука код старије деце;[28]
- замена зубних протеза по потреби, често сваке 2,5 године;[29]
- зубни имплантати код одраслих;[30]
- терапеутици за одржавање оралног подмазивања и контролу каријеса;
- саветовање о исхрани за особе са потешкоћама у жвакању и гутању.

Конкреције носа и ушију  од стране оториноларинголога. Превенција назалних конкреција кроз влажење амбијентални ваздуха је од помоћи. 
Употреба производи за негу коже за екцем и изложености које погоршавају суву кожу.
Превенција компликација
Превенција секундарних компликација:
- употреба замене за пљувачку и
- оптимална изложеност флуору могу бити од помоћи у превенцији каријеса зуба код оних особа које имају значајно смањење протока пљувачке.

Надзор
Стоматолошка процена према узрасту од једне године са накнадним стоматолошким прегледима сваких шест до 12 месеци.
Избегавање излагања екстремној топлоти.

## Генетско  саветовање
Процена сродника у ризику
Ако су познате патогене варијанте специфичне за породицу , треба понудити молекуларно генетско тестирање ризичних рођака да би се омогућила рана дијагноза и лечење, посебно да би се избегла хипертермија.
Генетско тестирање
ХЕД се наслеђује аутозомно доминантно , аутозомно рецесивно или Х-везано . Већина особа са ХЕД-ом има Х-везану форму. Начин наслеђивања се у неким случајевима може утврдити породичном историјом, а у другим молекуларним генетским тестирањем. Тестирање носиоца је могуће за Х-везане и аутозомно рецесивне облике ако су познате патогене варијанте у породици. 
Пренатална дијагностика
Пренатално тестирање је могуће за трудноће са повећаним ризиком за све облике ако су познате патогене варијанте у породици.

## Препоруке
Након постављања дијагнозе, родитељи или васпитачи морају бити упознати са проблемима као што је недостатак знојења, како би се пратила топлота и хипертермија, дерматолошке и оралне промене. Такође се мора нагласити важност мултидисциплинарног приступа, посебно за стоматологе, тако да су они увек спремни да прихвате нове изазове, односно морају бити обучени да дају рану дијагнозу када посматрају једног од ових пацијената током рутинског прегледа. консултације. Стоматолози такође морају бити спремни да рехабилитују пацијента како би се постигле јасне позитивне промене, не само у функционалном и естетском аспекту већ и у погледу емоција и квалитета живота пацијента.